# Perzische onager
De Perzische onager (Equus hemionus onager) is een van de nog levende ondersoorten van de Onager.